# Alfabet dolnołużycki
Alfabet dolnołużycki – alfabet oparty na piśmie łacińskim, służący do zapisu języka dolnołużyckiego. Składa się z następujących liter:
a,	b,	c,	č,	ć,	d,	e,	ě,	f,	g,	h,	ch,	i,	j,	k,	ł,	l,	m,	n,	ń,	o,	p,	r,	ŕ,	s,	ś,	š,	t,	u,	w,	 y,	z,	ž, ź.
W ortografii dolnołużyckiej znak ó w zależności od dialektu może oznaczać następujące samogłoski: /ɔ/, /ʊ/, /ɨ/ lub /y/, albo /ɛ/